# مرض القلب التاجي
مرض القلب التاجي أو الداء القلبي الإكليلي أو داء الشريان التاجي، أو مرض نقص تروية القلب، أو الداء القلبي التصلّبي اللويحي. وهو النتيجة النهائية لتراكم اللويحات العصيدية على الجدران الداخلية للشرايين التي تغذّي عضلة القلب. ويعتبر السبب الرئيسي للموت في الولايات المتحدة الأمريكية والعالم الصناعي. وفي حين يمكن ملاحظة علامات وأعراض المرض في المراحل المتقدّمة منه، فإنّ معظم المرضى لا تظهر عليهم أي دلائل للمرض لعدّة عقود، حيث يتطوّر المرض خلالها قبل أن تظهر الأعراض للمرّة الأولى، وغالبا على شكل نوبة قلبية فجائيّة.
بمرور الزمن وبعد عقود من بداية تراكم اللويحات، قد يتمزق بعضها ويبدأ بتضييق المجرى المتاح للدم داخل الشريان المغذّي لعضلات القلب. يعدّ هذا المرض السبب الأكثر شيوعاً للموت الفجائي، كما يعتبر مسؤولاً عن أكبر نسبة من الوفيّات في الرجال والنساء الذين تتجاوز أعمارهم العشرين عاما. ومع تقدم درجة المرض يمكن أن يحصل أحيانا إغلاق شبه تام لتجويف الشريان التاجي (الإكليلي)، مما قد يحدّ وبشدة من تدفّق الدم المؤكسد ووصوله لعضل القلب. وعند وصول الانسداد لهذه الدرجة عادة ما يعاني المرضى من احتشاء عضل القلب (النوبة القلبية)، الأمر الذي قد يتكرر أكثر من مرة. كما تبدأ أعراض وعلامات إقفار (نقص التروية) الشرايين التاجية المزمن بالظهور، ومن ضمنها أعراض الذبحة الصدرية بوضع الراحة والوذمة الرئويّة الومضيّة (اللحظيّة).
من المهم أن يتمّ التمييز بين إقفار (نقص تروية) عضلة القلب واحتشاء عضل القلب (النوبة القلبية):
1. الإقفار أو نقص التروية يعني أن كميّة الأكسجين الواصل عبر الشرايين لتغذية النسيج غير كاف لتلبية احتياجات ذلك النسيج، لذا عندما يتأثر النسيج العضلي القلبي بالإقفار فإنّه يعجز عن أداء وظيفته بالطريقة الأمثل. وحين تصبح الأجزاء المتأثّرة بهذا الإقفار كبيرة، يظهر ضعف في قدرة عضل القلب على الانقباض والانبساط. وإذا ما تحسّن تدفّق الدم للنسيج، فإنّه يمكن أن يعكس إقفار العضل القلبي ويتمّ إزالة تأثيره السلبي، أي أن الإقفار هو عملية عكوسية (قابلة للعكس).
2. أما الاحتشاء (النوبة القلبية) فيعني حدوث عملية نخر متعذّرة العكس في النسيج نتيجة نقص في كمية الدم المؤكسد الواصل لذلك النسيج. يمكن للشخص المريض أن يتعرّض لتمزّق في اللويحات العصيدية خلال أيّ مرحلة من مراحل المرض، والتمزّق الحاد في اللويحة ممكن أن يؤدّي لحدوث احتشاء عضل القلب الحادّ.

يُعتبر المرض المسبب الأول للوفيات في الولايات المتحدة الأمريكية. يتم التنبه لأعراض وعلامات المرض في المراحل المتأخرة منه ومعظم الأفراد المصابين بمرض القلب التاجي لا تظهر لديهم أي أعراض لعقود بينما يستمر المرض في التطور خلال هذه المدة قبل ظهور أولى علاماته، غالبا في صورة ذبحة صدرية مفاجِئة.
بعد مضي عقود والمرض في تطور مستمر، قد تتمزق إحدى الصفائح الدهنية (بالإضافة إلى تنَشّط عناصر تخثر الدم) معيقة بذلك مرور الدم خلال الشريان التاجي وبالتالي إلى عضلة القلب. يعتبر المرض أكثر الأسباب شيوعا للموت المفاجئ. بالإضافة إلى وفاة الأفراد من الجنسين فوق سن العشرين. تبعاً للاعتقاد السائد حالياً في الولايات المتحدة الأمريكية، فإن نصف الذكور الأصحاء فوق سن الأربعين سيصابون بمرض القلب التاجي، وواحدة من ثلاثة نساء فوق سن الأربعين ستصاب به مستقبلا. طبقاً لما ورد في موسوعة غينيس للأرقام القياسية، فإن شمال أيرلندا لديه أعلى معدل بالإصابة بمرض تصلب الشرايين التاجية، ومدينة مساري بأفريقيا لديها أقل معدل على مستوى العالم.

## نظرة عامة على المرض

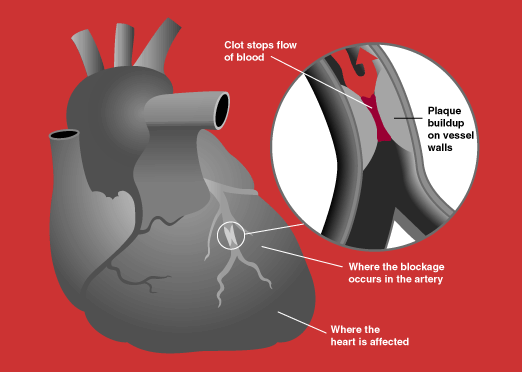
رسم توضيحي للنوبة القلبيه

يمكن اعتبار مرض تصلب شرايين القلب مجموعة من الأمراض التي تصيب القلب. واحدة من هذه صور هذا المرض هو شخص بلا أعراض وجدران شرايين قلبه التاجية مبطنة من الداخل بخطوط من الدهون atheromatous streaks. يمثل ظهور هذه الخطوط المرحلة الأولى من مرض القلب التاجي ولكنها لا تعيق تدفق الدم خلال الشريان. إذا تم عمل تصوير الشرايين التاجية Coronary Angiogram خلال هذه المرحلة من المرض فانه من المحتمل ألا يظهر أي دليل على وجود مرض تصلب الشرايين القلبية وذلك لان قطر تجويف الشريان لم يقل.
خلال عدة سنوات، تزداد هذه الخطوط الدهنية سماكة، وازدياد سماكتها مبطِنة جدار الشريان يؤدي في النهاية إلى صغر تجويفه وبالتالي يعوق مسار الدم خلاله. اُعتقد في السابق أن عملية تكوّن الصفائح الدهنية عملية بطيئة وتدريجية، لكن ظهرت دلائل حديثة على أن التكوّن التدريجي لهذه الصفائح يُسرّعُه تمزقات صغيرة تحدث فيها مما يؤدي إلى ازدياد حجم الصفيحة الدهنية نتيجة تراكم المواد المتخثرة عليها.
من النادر أن تسبب الصفائح الدهنية التي تسد أقل من 70% من تجويف الشريان أعراض مرض انسداد الشرايين التاجية. في حال ازدياد حجم الصفيحة مسببة انسداد الشريان بنسبة تزيد عن 70% ، تظهر في الشخص في هذه المرحلة أعراض انسداد الشرايين التاجية. يمكن القول في هذه المرحلة من المرض أن الشخص لديه مرض نقص التروية القلبية ischemic heart disease. تُلاحظ أولى أعراض مرض نقص التروية القلبية خلال الأوقات التي يزيد فيها الضغط على عمل القلب. كمثال على ذلك، ألم الذبحة الصدرية الجُهدية exertional angina أو تراجع قدرته على تحمل التمارين البدنية.
قد يتطور المرض فيما بعد ليصل إلى الحد الذي يُسد فيه تجويف الوعاء الدموي بشكل شبه كامل، معيقاً وصول الدم حامل الأكسجين إلى عضلة القلب. المصابون بهذه الدرجة من مرض الشريان التاجي يكونون قد عانوا من جلطة قلبية (ذبحة صدرية) مرة أو اثنتان، وقد يكون لديهم أعراض أو علامات مرض الشريان التاجي المزمن، متضمنا ألم الذبحة الصدرية بدون أي مجهود بدني angina at rest أو الاستسقاء الرئوي flash pulmonary edema.
يجب أن يتم التمييز بين كلٍ من مرض نقص التروية القلبية myocardial ischemia والجلطة القلبية (احتشاء عضلة القلب) myocardial infarction. نقص التروية معناه أن كمية الأكسجين التي تصل إلى عضلة القلب غير كافية لتلبية احتياجه. عندما تنقص تروية عضلة القلب فإنها لا تعمل بالشكل الأمثل، وإذا نقصت التروية لمساحة كبيرة من عضلة القلب فإن ذلك قد يؤدي إلى عدم قدرة العضلة على الانقباض والانبساط. إذا تحسّن تدفق الدم إلى العضلة فإن نقص التروية يمكن عكسه. بينما الجلطة القلبية معناها أن نسيج العضلة قد مات ولا يمكن عكس ذلك لقلة تدفق الدم المشبع بالأكسجين إليها.
قد يحدث للشخص تمزق للصفيحة الدهنية في أي مرحلة من مراحل المرض. التمزق المفاجئ للصفيحة قد يؤدي إلى جلطة قلبية مفاجِئة (ذبحة صدرية).
مرض الشريان التاجي يشير إلى فشل الدورة الدموية التاجية لتوريد تداول كاف لعضلة القلب والأنسجة المحيطة بها وهو من أكثر الأمراض القلب شيوعاً في القارتين الأمريكية وأوروبا. أحد مسبباته المعروفة التشنج الشرياني تستطيع علاج المرض قبلها بالوقاية بحماية نفسك من التخمة ونقصان الوزن الشديد والإقلاع عن التدخين وبعض الأدوية مثل ستاتن والأسبرين وهناك طرق من العمليات الجراحية لعلاج المرض.

## فسيولوجية المرض
إعاقة وصول الدم إلى القلب يسبب نقصا في تروية (موت الخلايا نتيجة نقص الأكسجين) الخلايا القلبية. عندما تموت الخلايا القلبية من نقص الأكسجين، تسمى هذه الحالة بالجلطة القلبية (تُعرف بالذبحة الصدرية). تؤدي الجلطة القلبية إلى تضرر عضلة القلب، موتها ولاحقا تكون ندبة في مكان الجلطة لا تستطيع الخلايا النمو فيها مجدداً.
تحدث الجلطة القلبية غالباً نتيجة انسداد مفاجئ لشريان تاجي عند تمزق صفيحة عصيدية، والتي تسبب تنشيط جهاز التجلط الدموي، فينسد تجويف الشريان بالصفيحة الدهنية التي تفاعلت مع عناصر التجلط النشطة ليصل إلى مرحلة الانسداد الكامل المفاجئ. تمثل نسبة تضيق تجويف شريان القلب قبل الانسداد المفاجئ حوالي 20% من قطر التجويف، وذلك طبقا لدراسة إكلينيكية انتهت في أواخر التسعينات من القرن الماضي باستخدام جهاز الموجات فوق الصوتية لأوعية الدم Intravascular ultrasound خلال 6 أشهر قبل حدوث النوبة القلبية. وُجد أن انسداد تجويف الشريان بنسبة تزيد عن 75%، والتي تم رصدها باستخدام جهاز فحص الجهد القلبي Cardiac stress test، مسئول عن حالات النوبات القلبية بنسبة 14% فقط، بقية النسبة نتيجة تمزق الصفيحة الدهنية أو حدوث تقلص في الشريان في منطقة التصاق الصفيحة. الأسباب التي تؤدي إلى تمزق الصفيحة الدهنية تبقى غير مفهومة تماماً. أيضا يتسبب في حدوث الجلطة القلبية، ولكن بنسبة اقل، تقلص جدار الشريان، وهي حالة تصاحب الصفيحات الدهنية وأمراض الشرايين التاجية.
يرتبط حدوث أمراض الشرايين التاجية مع التدخين، السمنة، ارتفاع ضغط الدم، والنقص المزمن في فيتامين سي. يعتبر وجود تاريخ عائلي بالإصابة بأمراض الشرايين التاجية مؤشر قوي لاحتمال الإصابة بالمرض. يتضمن المسح عن أمراض الشرايين التاجية معرفة مستوى الهيموسستين homocysteine، مستوى البروتينات الدهنية عالية الكثافة HDL، مستوى البروتينات الدهنية منخفضة الكثافة LDL ومستوى الدهون الثلاثية Triglyceride.

## الخناق
يسمى الخناق (وهو الألم الذي يشعر به المريض عندما يقل وصول الأكسجين إلى القلب، ألم ضاغط أو حاد يشعر به في منطقة الصدر وقد يمتد ليصل إلى الذراع الأيسر والفك) بخناق الصدر المستقر إذا حدث أثناء مزاولة النشاطات اليومية، أو عند الاستيقاظ أو عند أي وقت آخر يستطيع المريض التنبؤ به والذي يحدث مع حالات ضيق الشريان التاجي المتقدمة. يتم معالجة أعراض الخنّاق عن طريق إعطاء مستحضرات النترات مثل النتروجليسرين nitroglycerin والذي يوجد في صورتين قصير المفعول short-acting وطويل المفعول long-acting، ويمكن إعطاؤه تحت الجلد، تحت اللسان أو عن طريق الفم. تم تطوير العديد من العلاجات أكثر فعالية خصوصا لعلاج الصفيحات الدهنية التي تصاحب الألم.
يسمى الخنّاق إذا تغيرت شدته، صفته أو عدد مرّات حدوثه بخناق الصدر غير المستقر. قد يسبق خناق الصدر غير المستقر حدوث الذبحة الصدرية ويحتاج عندها عناية طبية عاجلة. يتم علاجه في العادة بالمورفين morphine، الأكسجين، النتروجليسرين عن طريق الوريد والأسبرين aspirin. قد يتم اللجؤ إلى عملية توسيع الشريان التاجي أو قسطرة القلب Angioplasty في بعض الأحيان.

## أمراض القلب التاجية عند النساء

### حقائق
خلال السنتين الماضية أصبح المجتمع أكثر انتباهاً لكون أمراض القلب مشكلة كبيرة عند النساء كما هي عند الرجال. أدرك العديد من الناس الآن أن بعض أمراض القلب وخاصة أمراض القلب التاجية عند النساء لا تظهر بذات الأعراض التي تظهر على الرجال؛ ولهذا فإن تشخيص هذه الأمراض عند النساء غالبا ما يفقد أو يتأخر. هذه بعض الحقائق:
- أمراض القلب هي السبب الرئيسي لموت النساء الأمريكيات، بحيث تشكل 32% من إجمالي الوفيات في السنة. ما يقارب من 366,000 امرأة تموت في أمريكا سنويا نتيجة للأمراض القلبية.
- 8 ملايين امرأة أمريكية يعشن مصابات بأمراض قلبية، 6 ملايين منهن لهن تاريخ عائلي لأمراض القلب.
- أقل من نصف النساء فقط هن اللاتي تعرفن أن أمراض القلب هي القاتل الأول للنساء الأمريكيات، معظم النساء يعتقدن أن المسبب الرئيسي لوفاة النساء هو مرض السرطان.
- في الولايات المتحدة الأمريكية، يزيد عدد ما تحصده أمراض القلب الوعائية من حياة النساء كل سنة عما تحصده مسببات الوفاة الستة عشر التالية، ويبلغ تقريبا ضعف ما تحصده جميع أنواع السرطانات.
- واحدة من ثلاثة من النساء سيمتن من أمراض القلب الوعائية بينما ستموت من سرطان الثدي واحدة من بين خمس وعشرين سيدة.
- منذ عام 1984 م، أصبح عدد النساء اللاتي يمتن بسبب أمراض القلب والأوعية الدموية كل سنة يفوق عدد الرجال.
- لم توجد أي أدلة سابقة على الإصابة بأمراض القلب التاجية لدى 63 % من النساء اللاتي توفين بهذا المرض فجأة.
- التدخين هو عامل الإصابة الأهم والأكثر قابلية للمنع من عوامل الإصابة بأمراض القلب الوعائية لدى النساء الأصغر سنا من 45 سنة.
- 40 -50 % من النساء الأكبر سنا من 45 عاما يعانين من ارتفاع في ضغط الدم وارتفاع في المستوى الكلي للكولسترول في الدم، وكلا الأمرين مسجلان كعوامل إصابة بأمراض القلب الوعائية.

إذا أخذنا بالاعتبار جميع الوفيات الناتجة عن أي من أمراض القلب الوعائية سنرى أن 461,000 امرأة تموت كل سنة في الولايات المتحدة مقابل 410,000 رجل. كما أن انتشار جميع أمراض القلب الوعائية في الولايات المتحدة أعلى بين النساء منه بين الرجال، ويزيد هذا الانتشار مع زيادة العمر.

### فيسيولوجية مرضية خاصة
تحدث أمراض القلب التاجية عندما تصاب الطبقة العضلية المرنة في الشرايين التاجية _ الشرايين التي تغذي القلب _ بتصلب الشرايين. مع تصلب الشرايين تقسو بطانة الشرايين وتتيبس وتنتفخ بكل أنواع «الـترسبات»، شاملة ترسبات الكالسيوم، وتراكمات الدهون وخلايا التهابية غير سوية ليكونوا معًا صفيحة. هذه الصفائح تشبه بثرة كبيرة تبرز إلى قناة الشريان مسببة انسداد جزئي يعيق تدفق الدم. يختلف عدد هذه الصفائح عند المصابين بأمراض القلب التاجية فبعضهم يملك فقط صفيحة واحدة أو اثنتين والبعض الآخر قد يعاني من دزينة من الصفائح موزعة في الشرايين التاجية.
متلازمة X القلبية مصطلح طبي يصف الانزعاج والخناق والألم الصدري لدى بعض الأشخاص بالرغم من أن رسم الأوعية التاجية لهم لا يظهر أي علامات لوجود أي انسداد في الشرايين التاجية الكبيرة.
ما يزال مسبب متلازمة X القلبية الدقيق مجهولا لكن من المستبعد أن يكون وراءها سبب واحد فقط. اليوم، أصبحنا نعرف أن العامل الرئيسي المسبب للمتلازمة هو الاختلال الوظيفي في الأوعية الدموية بالغة الصغر والتي تعني هنا الشريينات والشعيرات الدموية المغذية للقلب.أظهرت الدراسات أيضا أن الإدراك الحسي للألم لدى المصابين بمتزامنة X القلبية _ وغالبا من النساء _ معزز، مما يعني أنهم يشعرون بآلام الصدر بشكل أكثر شدة وكثافة مما يشعر به غيرهم.

## الأسبرين (Aspirin)
يمكن للأسبرين بجرعات أقل من 75–81 mg/d أن يقلل من حدوث الأمراض القلبية وأمراض الأوعية الدموية.
حيث تُوصي اللجنة الأمريكية للخدمات الوقائية (U.S. Preventive Services Task Force) الأطباء بضرورة مناقشة استخدام الأسبرين كعلاج كيميائي وقائي للأشخاص البالغين الذي لديهم خطر الإصابة بمرض أوعية القلب التاجية (coronary heart disease).
حيث حددت اللجنة الأفراد الذين لديهم ازدياد خطر الإصابة لأمراض القلب مع اعتبار الأسبرين كعلاج لهم كالتالي: الرجال فوق سن الأربعين-النساء في سن اليأس أو بعد انقطاع الدورة الشهرية (postmenopausal)-والأشخاص الأصغر سنا الذين يمتلكون عوامل خطر أخرى لمرض أوعية القلب التاجية مثل (ارتفاع ضغط الدم (hypertension)-مرض السكري (diabetes)-التدخين).
وفي ما يتعلق بالنساء الذين يتمتعون بصحة جيدة، فإن أحدث دراسة لصحة المرأة وجدت أنه لاتوجد فائدة مهمّة ولها قيمة في استخدام الأسبرين لتخفيض الإصابة بحوادث القلب، ومع ذلك فإن للأسبرين فائدة مهمّة في تخفيض الإصابة بالسكتة (stroke).كما أظهرت دراسة تحليلية أخرى أن جميع الفوائد للأسبرين تُعزى للنساء فوق الخمسة والستين سنة. وبالرغم من عدم وجود فائدة قيّمة للأسبرين للنساء الأقل من 65 سنة، فإن الجمعية الأمريكية للقلب (American Heart Association) تطالب الأخذ بعين الاعتبار الأسبرين للنساء ذو الصحة الجيدة اللاتي لم يتجاوز عمرهن الخمسة والستين سنة.وذلك بسبب الفائدة في استخدام الأسبرين في الوقاية من السكتة نتيجة فقر الدم الموضعي (ischemic stroke) ترجح على النتائج الضارة من استخدامه كعلاج.

## الأحماض الدهنية-أوميجا3 (Omega-3 fatty acids)
الاستفادة من زيت السمك على محل الخلاف بسبب نتائج كلا من الدراستين المتعارضين وهما: النتيجة السلبية في عدم الفائدة من زيت السمك والتي أجريت من قِبل تعاون كوكران العالمي (international Cochrane Collaboration). والنتيجة الأخرى الإيجابية لفائدة زيت السمك جزئيا والتي أُجريت من قِبل الوكالة لجودة وأبحاث العناية الصحيّة (Agency for Healthcare Research and Quality).
توجد الأحماض الدهنية-أوميجا3 في بعض مصادر النباتات الذي تشمل زيت بذرة الكتان (flax seed oil) زيت بذرة القنب (hemp seed oil) والجوز (walnuts).
وقد تكون مصادر النباتية أكثر أمانا؛ حيث أن منتجات السمك أظهرت احتوائها على المعادن الثقيلة وبعض الملوثات المذّوّبة بالدهن (fat soluble pollutants).

## الوقاية الثانوية
هي الوقاية من مضاعفات أخرى لمرض موجود أصلا. وبالنسبة لأمراض القلب التاجيّة فإنها تعني التحكّم في عوامل الخطر أثناء إعادة التأهيل للقلب (cardiac rehabilitation)؛ حيث يتم البدء بأربعة مراحل في المستشفى بعد الإصابة بالجلطة القلبية (Myocardial infarction).
كإجراء عملية جراحية للأوعية الدموية (angioplasty) أو القلب، كذلك فإن التمارين الرياضية مع الحمية الغذائية تعتبران العامل الأساسي في إعادة تأهيل القلب، وكذلك التوقف عن التدخين والتحكم في ضبط مستوى الكلسترول وضغط الدم.بالإضافة إلى استخدام محصرات بيتا Beta blockers.

### العلاج باستخدام مضادات الصفائح الدموية (Anti-platelet therapy)
وجدت الدراسة التي أجريت بواسطة تعاون كوكران العالمي (international Cochrane Collaboration)أن هناك علاقة بين استخدام الكلوبيدوغريل (clopidogrel) مع الأسبرين مع انخفاض معدل خطر الإصابة بالإصابات القلبية الوعائية بالمقارنة مع المرضى الذين يستخدمون الأسبرين فقط.

## العلاج-مبادئ العلاج
تستند الخيارات العلاجية للأمراض التاجية القلبية على ثلاثة مبادئ:
1-العلاج الطبي-الدواء (nitroglycerin، beta-blockers، calcium antagonists.)وغيرها.
2-التدخّل في الأوعية التاجية للقلب مثل: عملية جراحية للأوعية الدموية (angioplasty) وزراعة دعامة أو أنبوب داخل الأوعية الدموية بعملية التمييل (stent-implantation).
3-العملية الجراحية لزرع أوعية دموية أخرى من الجسم في الأوعية التاجية للقلب
Coronary artery bypass grafting - coronary artery bypass surgery
كما أن الأبحاث الجديدة تركّز على العلاج الناشئ من الأوعية الدموية أو ما يسمى بتكوّن الأوعية الدموية (angiogenesis) وكذلك العلاج بالخلايا الجذعية (stem cell)

## الأبحاث الحديثة
حدد الباحثون بمتشفى كليفلند (Cleveland Clinic) في دراسة تمت سنة 2006، منطقة في كروموسوم 17 مختصة بالعائلات التي تصاب بعدة حالات من الجلطة القلبية (myocardial infarction).
كما يوجد خلاف حول العلاقة بين الإصابة بمرض تصلب الأوعية الدموية (atherosclerosis) والعدوى بالبكتيريا Chlamydophila pneumoniae، بينما أُثبت وجود هذه البكتيريا الذي تعيش داخل الخلية في صفيحة الكولسترول لدى المرضى المصابين بتصلب الأوعية، فما زالت هذه البراهين غير حاسمة فيما إن كانت هذه البكتيريا بحد ذاتها عامل مسبب للمرض.
لم يظهر العلاج بالمضادات الحيوية (antibiotics) لمرضى تصلب الأوعية الدموية أي تقليل لخطر الإصابة بالنوبة القلبية (heart attacks) أو أمراض الأوعية التاجية الأخرى.
منذ سنة 1990 والبحث جاري نحو خيارات جديدة للعلاج لأمراض أوعية القلب التاجية تُركز على استخدام ما يسمى تكوّن الأوعية الدموية angiogenesis والخلايا الجذعية stem cell.
حيث أجريت الكثير من التجارب السريرية إما بتطبيق العلاج ببروتين عامل النمو لتكوّن الأوعية الدموية (angiogenic growth factor) مثل: FGF-1 أو VEGF ، أو العلاج بالخلايا باستخدام أنواع مختلفة من الخلايا الجذعية. وما زالت الأبحاث قائمة توعد بمستقبل مشرق للعلاج خصوصا فيما يتعلق ب FGF-1 والانتفاع الخلايا المُولدّة للخلايا المبطّنة للأوعية الدموية endothelial) progenitor cells).